# Station Bolesławiec
Station Bolesławiec is een spoorwegstation in de Poolse plaats Bolesławiec.